# Heinz Knappe
Heinz Knappe (* 20. Februar 1924 in Zerpenschleuse; † 23. Mai 1997 in Duisburg) war ein deutscher Schriftsteller.

## Leben
Heinz Knappe fuhr nach dem Besuch der Volksschule als Matrose zur See. Ab 1942 nahm er als Soldat der Wehrmacht am Zweiten Weltkrieg teil. Von 1943 bis 1949 befand er sich in sowjetischer Kriegsgefangenschaft. Nach seiner Rückkehr nach Bremen lebte er zeitweise als Obdachloser und übte diverse Gelegenheitsarbeiten aus, unter anderem als Hafenarbeiter und Anstreicher. 1951 zog er ins Ruhrgebiet, wo er bis zu seiner Frühverrentung im Jahre 1978 unter Tage arbeitete. In seiner Freizeit widmete er sich künstlerischen Tätigkeiten wie Malen, Modellieren und vor allem dem Verfassen literarischer Texte. Knappe lebte zuletzt in Duisburg.
Heinz Knappe war Verfasser von realistischen Romanen und Erzählungen, in denen er aktuelle Themen der 1980er Jahre wie zum Beispiel die Anti-AKW-Bewegung und die zunehmende Fremdenfeindlichkeit in der Bundesrepublik behandelte.
Heinz Knappe war Mitglied des Verbandes Deutscher Schriftsteller. 1978 erhielt er den Autorenpreis der Kelheimer Werkstatt, 1981 den Georg-Mackensen-Literaturpreis sowie 1982 den Oldenburger Kinder- und Jugendbuchpreis.

## Werke
- Bei Hamburg leichter Niederschlag. Maier, Ravensburg 1991, ISBN 3-473-51515-9.
- Der Fremde von nebenan. Von Geschichten, die niemals enden … Edition Laakes, Mülheim/Ruhr 1999, ISBN 3-9805729-5-1.
- Giftspuren. Signal-Verlag, Baden-Baden 1986, ISBN 3-7971-0253-4.
- Wasserspiele. Schöne böse Geschichten. Edition Laakes, Mülheim/Ruhr 1997, ISBN 3-9805729-1-9.
- Wolfslämmer. Hava und Jörg dürfen nicht Freunde sein. Rowohlt, Reinbek 1993, ISBN 3-499-20442-8.